# Богата де Жос (Клуж)
Богата де Жос (рум. Bogata de Jos) насеље је у Румунији у округу Клуж у општини Вад. Oпштина се налази на надморској висини од 274 m.

## Становништво
Према подацима из 2002. године у насељу је живело 300 становника, од којих су сви румунске националности.